# Beethovens großer Durchbruch
Beethovens großer Durchbruch (Originaltitel: Beethoven’s Big Break) ist ein US-amerikanischer Spielfilm von Mike Elliott aus dem Jahr 2008. Er ist die 5. Fortsetzung des Films Ein Hund namens Beethoven mit Bernhardiner Beethoven als Hauptfigur. Dieser Film erschien ausschließlich auf DVD, die am 30. Dezember 2008 veröffentlicht wurde. Die deutsche DVD erschien am 20. Februar 2009, die TV-Erstausstrahlung erfolgte am 26. Dezember 2009 auf Sky Cinema sowie auf RTL II. Der Film ist keine Fortsetzung der vorherigen Filme, sondern greift die Idee neu auf und entwickelt einen eigenen Handlungsstrang.

## Handlung
Eddie Thornton ist ein erfolgloser Tiertrainer und verwitweter Vater. Er arbeitet als Assistent des untalentierten, egozentrischen Tiershowmoderators und Tiertrainers Sal DeMarco. Sie werden engagiert, um Tiere für den Film Frizzy, The Bichon Frise zu trainieren. Während Sal die Aufgabe des Hundeführers übernimmt, trainiert Eddie die Eidechse Pete. Als der Hund Frizzy entführt wird, weist Sal Eddie die Verantwortung für die Hunde zu und erreicht, das dieser von der strengen Produzentin Patricia gefeuert wird. Einer Lösegeldforderung für die Freilassung von Frizzy wird von Regisseur Stanley und Patricia nicht nachgegeben. Stattdessen beginnt die Suche nach einem neuen Ersatzdarsteller.
Während Eddies Sohn Billy durch die Stadt läuft, folgt ihm ein Bernhardiner. Billy nimmt ihn mit nach Hause und nennt ihn Beethoven, da dieser Interesse an Beethovens 5. Symphonie zeigt. Eddie stellt nach seiner Heimkehr fest, dass nicht nur sein Job weg ist, sondern auch das sein Haus durch einen übergroßen Hund zerstört worden ist, den sein Sohn adoptiert hat.
Es stellt sich heraus, dass Frizzys Entführung von Sal geplant und durch seine Kumpanen Tick und Bones durchgeführt worden ist. Er tadelt sie dafür, dass sie die Entführung nicht nach den ersten Dreharbeiten vorgenommen haben, um für Frizzy ein höheres Lösegeld verlangen zu können.
Am nächsten Tag findet ein erneutes Casting statt, allerdings haben Stanley und Patricia keinen Erfolg bei der Suche nach einem Nachfolger für Frizzy. Währenddessen kommt Eddie gemeinsam mit Billy und Beethoven am Set an, um die Eidechse Pete abzuholen. Beethoven beginnt unerwartet eine beeindruckende Verfolgungsjagd mit der Eidechse, die Stanley direkt begeistert. Infolgedessen werden Eddie und Beethoven eingestellt und Sal gefeuert.
Zu Feier des Tages lädt Eddie seinen Sohn und den Hund in ein Schnellrestaurant zum Hamburgeressen ein. Beethoven schnappt sich die Hamburger und löst eine weitere Verfolgungsjagd aus. Die Jagd endet einer Gasse, wo der Bernhardiner sich um seine drei Welpen kümmert, deren Mutter offensichtlich gestorben ist. Widerwillig nimmt Eddie auch die drei Welpen auf.
Eddie erhält den Auftrag Beethoven die geplanten Stunts beizubringen und im Film ausführen zu lassen. Allerdings zeigt sich Beethoven als eigenwillig und stürzt oft durch die Szenen und richtet ein heilloses Durcheinander an. Eddie erwartet bereits seine fristlose Kündigung, während Stanley von den neuen Szenen begeistert ist und diese mit in den Film aufnimmt. Die Drehbuchautorin Lisa bittet um Zeit mit Beethoven, um auf ihn abgestimmte Szenen schreiben zu können.
Nun plant Sal aus Rache an dem Studio die Entführung von Beethoven und will eine Million Dollar Lösegeld erpressen und ihn danach töten. Die Entführung erfolgt in der Zeit, in der Billy mit seinem Schwarm Katie flirtet. Eddie, Billy und Lisa machen sich gemeinsam mit den Welpen auf den Weg zu Sals Showbühne, die auch gleichzeitig das geheime Versteck ist und befreien Beethoven. Sal und seine Komplizen werden verhaftet und Eddie und Lisa gehen eine Beziehung ein.
Zum Schluss erleben Eddie, Lisa, Billy, Katie, Stanley, Patricia gemeinsam mit Beethoven, den Welpen und der Eidechse Pete die Filmpremiere von Frizzy, The Bichon Frise.

## Abspann
Der Abspann enthält Parodien auf verschiedene Filme. Unter anderem werden WALL·E, Harry und Sally und Der Zauberer von Oz aufs Korn genommen. Jonathan Silverman bezeichnet Sal DeMarco als „Ned Ryerson“ und spielt damit auf die Figur an, die von Tobolowsky in Bill Murrays Komödie Und täglich grüßt das Murmeltier dargestellt wird.

## Synchronisation
Der Synchronregie verantwortet Reinhard Knapp.
| Darsteller         | Deutscher Sprecher | Rolle        |
| ------------------ | ------------------ | ------------ |
| Jonathan Silverman | Marcus Off         | John McClane |
| Jennifer Finnigan  | Dascha Lehmann     | Lisa         |
| Rhea Perlman       |                    | Patricia     |
| Moises Arias       |                    | Billy        |
| Stephan Tobolowsky | Jan Spitzer        | Sal          |
| Eddie Griffin      | Bernhard Völger    | Stanley      |
| Oscar Nuñez        | Gerald Schaale     | Tick         |
| Joey Fatone        | Björn Schalla      | Bones        |

## Kritiken
Common Sense Media bewertet den Film mit 3 von 5 Sternen. Kevin Carr weist in seinem Kommentar in 7M Pictures auf „die vielen Slapstick-Momente mit einer guten Verteilung von Rülpsern und Fürzen“ hin und erwartet, das dies für den Erfolg des Films bei den jüngeren Kindern sorgt.
Der Filmdienst bemerkt, dass der Film „sich im Fahrwasser seiner Vorgänger tummelt“, aber durch „den selbstironischen Blick auf das Filmgeschäft eine eigene Eigenständigkeit bewahrt“. Die IMDB-Bewertung liegt bei 4,4 von 10 Punkten.